# Дурова, Валентина Григорьевна
Валентина Григорьевна Дурова (17 июня 1936, Алексеевка, Благовещенский район, Алтайский край, РСФСР, СССР — 25 сентября 2002, Бухара) — кокономотальщица Бухарской шелкомотальной фабрики имени 10-летия Октябрьской Революции Министерства текстильной промышленности Узбекской ССР, полный кавалер ордена Трудовой Славы (1986).

## Биография
Родилась в 1936 году в селе Алексеевка Благовещенского района Алтайского края. Русская. Окончила среднюю школу.
Трудовую деятельность начала в 1953 году счетоводом инспекции госстраха в городе Усть-Каменогорск (центр Восточно-Казахстанской области Казахстана).
В 1955 году уехала в Узбекскую ССР (ныне — Узбекистан), в город Бухара. С этого времени работала кокономотальщицей Бухарской шелкомотальной фабрики.
В совершенстве овладела специальностью, стала новатором производства. Обладая высоким профессиональным мастерством, умело применяла скоростные приёмы выполнение отдельных операций, при норме 30 обслуживала 60 ловителей. Овладела несколькими смежными специальностями.
Член КПСС с 1967 года.
Указами Президиума Верховного Совета СССР от 4 марта 1976 года и 30 апреля 1980 года Дурова Валентина Григорьевна награжден орденом Трудовой Славы 3-й и 2-й степени соответственно.
В годы одиннадцатой пятилетки одной из первых поддержала почин передовиков производства республики, приняла обязательство выполнить не менее десяти годовых норм и справилась с ним. Перевыполнила задание по выпуску шёлка-сырца первым сортом. Как наставник молодёжи, только за эту пятилетку обучила своей профессии 52 человека.
Указом Президиума Верховного Совета СССР от 23 мая 1986 года за успехи, достигнутые в выполнении заданий одиннадцатой пятилетки и социалистических обязательств, Дурова Валентина Григорьевна награждена орденом Трудовой Славы 1-й степени. Стала полным кавалером ордена Трудовой Славы.
Избиралась депутатом Верховного Совета Узбекской ССР.
Жила в Бухаре.

## Награды
Награждена орденами Трудовой Славы 1-й, 2-й, 3-й степеней:
3 ст. 04.03.1976 № 138380
2 ст. 30.04.1980 № 3887
1 ст. 23.05.1986 № 278
- медалями, а также медалями ВДНХ СССР, знаками «Ударник пятилетки», «Победитель социалистического соревнования»[1].